# Juhani Kärkinen
Juhani Tapio Antero Kärkinen, född 28 oktober 1935 i Kotka, Södra Finlands län, död 29 augusti 2019 i Lahtis, var en finländsk backhoppare som tävlade för Lahden Hiihtoseura, en skidförening i Lahtis.

## Karriär
Juhani Kärkinen vann i stora backen under Världsmästerskapen 1958 på hemmaplan i Lahtis. I Olympiska vinterspelen 1960 i Squaw Valley tog han en åttonde plats. Under Tysk-österrikiska backhopparveckan 1960/1961 vann han öppningstävlingen i Oberstdorf och blev femma sammanlagt. Tävlingen i stora backen i VM 1958 och öppningstävlingen i backhopparveckan 1960/1961 vär de två internationella tävlingar Juhani Kärkinen vann under sin karriär (om man bortser från invigningen av Empire Stadium’s Ski Jump, K40-backen i Vancouver februari 1958, där Kärkinen vann sammanlagt efter att ha vunnit två av fyra deltävlingar).
Juhani Kärkinen blev finländsk mästare 1958, 1959 och 1961. På gamla dar har Kärkinen visat utmärkta takter på golfbanan, bland annat i tävlingar mot tidigare finländska och norska backhoppare, den så kallade "Ryder Cup Norge - Finland". I juli 2011 utförde 76-årige Kärkinen en "golfbragd" på Losby Golfklubb i Norge då han spelade golfrundan åtta slag över par!
Juhani Kärkinen var yngre bror till backhopparen Kalevi Kärkinen.